# Drag Queen Story Hour

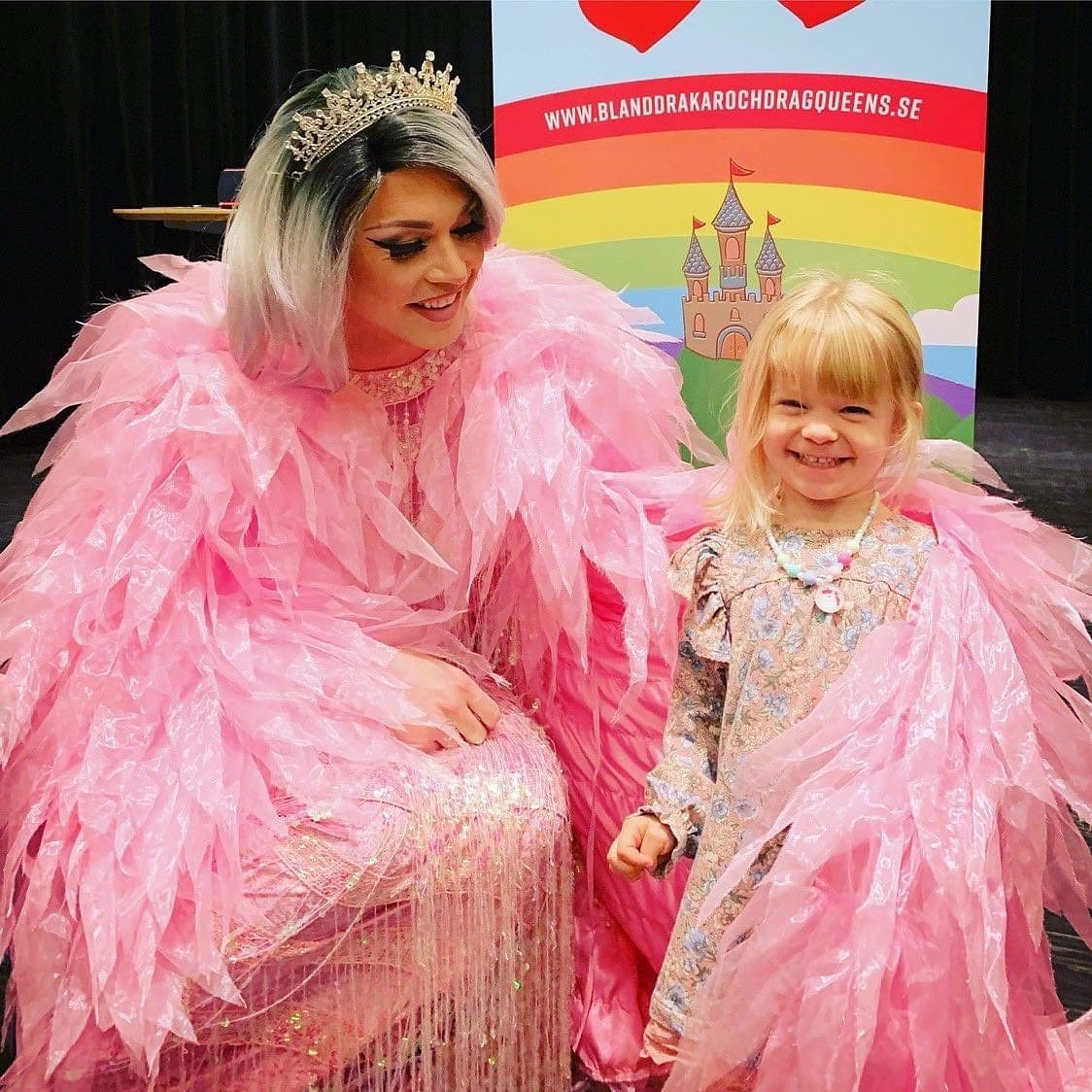
Una drag queen participando en un evento de lectura de cuentos, o Drag Queen Story Hour

Drag Queen Story Hour (DQSH), también denominado Drag Queen Storytime, Drag Story Time y Drag Story Hour, son eventos para la infancia iniciados en 2015 por la autora y activista Michelle Tea en San Francisco con el objetivo de promover la lectura y la diversidad. Los eventos, generalmente dirigidos a infancias de 3 a 11 años, son organizados por drag queens que leen cuentos e historias de literatura infantil y participan en otras actividades de aprendizaje en bibliotecas públicas.
Jonathan Hamilt, quien cofundó el capítulo de Nueva York como una organización sin fines de lucro, dijo que en junio de 2019, DSH tenía 35 capítulos estadounidenses y cinco internacionales. El programa se esfuerza por "captar la imaginación y el juego de la fluidez de género de la infancia y brinda a las infancias modelos a seguir glamorosos, positivos y descaradamente queer ".
Los eventos Drag Story Hour han provocado un debate público sobre la idoneidad del drag para el público infantil. La crítica se centra en la presunta “sexualización” o “grooming”; mientras que quienes defienden la actividad argumentan que estas quejas equivalen a un "pánico moral" y un prejuicio anti-LGBT estimulado por "información errónea desde la derecha política". La reacción contra tales acontecimientos ha sido responsable de la popularización del término "pánico drag", inspirado en el antiguo término "pánico gay".

## Historia
Drag Story Hour se inició en 2015 en San Francisco por la autora Michelle Tea, quien también era directora ejecutiva de la organización sin fines de lucro Radar Productions en ese momento; los primeros actos fueron organizados por Julián Delgado Lopera y Virgie Tovar. A Tea, que se identifica como queer, se le ocurrió la idea después de asistir a eventos de bibliotecas infantiles con su hijo recién nacido y encontrarlos acogedores pero heteronormativos. Imaginó un evento que fuera más inclusivo y afirmativo para las familias LGBTQ. El primer evento se llevó a cabo en la biblioteca sucursal de Eureka Valley/Harvey Milk Memorial en el vecindario LGBT Castro de San Francisco y contó con drag queens y fue bien recibido. Otros eventos tempranos de DSH en San Francisco contaron con varias drag queens racializadas, incluidas Honey Mahogany, Yves St. Croissant y Panda Dulce. En febrero de 2020, habían más de 50 capítulos oficiales de DSH, difundidos internacionalmente, así como diversidad de artistas drag que realizan eventos de lectura en bibliotecas, escuelas, librerías y museos. En octubre de 2022, la organización sin fines de lucro cambió oficialmente su nombre a Drag Story Hour, para ser más inclusiva y "reflejar el elenco diverso de narradores".
En 2017, el capítulo de Nueva York se constituyó como una organización sin fines de lucro y recibió fondos de la Biblioteca Pública de Nueva York, la Biblioteca Pública de Brooklyn y dos miembros del concejo municipal. Los fondos compran libros, algunos eventos de DSH regalan libros, pagan a las artistas invitadas y capacitan para garantizar que las drags "hablen eficazmente con los niños y sus padres sobre la identidad de género y el drag".
Los libros leídos incluyen clásicos infantiles y obras que presentan personajes y temas LGBT. Un libro popular en DSH es This Day in June (Este día de junio), escrito por Gayle Pitman e ilustrado por Kristyna Litten, que presenta al lector la idea de un desfile del orgullo LGBTQ. Pitman también es autora de Sewing the Rainbow (Cosiendo el arcoíris), sobre el creador de la bandera arcoíris, Gilbert Baker. También es profesora en Sacramento City College y enseña psicología y estudios de mujeres y género. Pitman considera importante enseñar a las infancias LGBTQ, incluidos pertenecientes a familias LGBTQ, sobre temas distintos de dos tropos que ha visto: padres homosexuales y lesbianas; e infancias que no se ajustan al género, como en el cuento 10,000 Dresses (10.000 vestidos). Pitman cree que las infancias son más inteligentes de lo que se cree y pueden comprender cuestiones complejas como las identidades intersexuales, si se simplifica la explicación.
En marzo de 2020, en respuesta a la pandemia de COVID-19, que acompañaba a las órdenes de " refugiarse en el lugar " y "evitar reuniones grupales", los DSH se encontraban entre los eventos pospuestos. Nina West y otras drag queens comenzaron a transmitir lecturas en vivo. West fue autora del álbum infantil Drag Is Magic, que presenta RED: A Crayon Story de Michael Hall como el primer libro de la serie en línea. RED trata sobre "un crayón que sufre una crisis de identidad cuando lo etiquetan mal".

## Recepción
Las actividades de lecturas realizadas por drag queens han encontrado una oposición significativa por parte de algunos grupos conservadores, que se oponen a los eventos en sí, así como a las drag queens que actúan, así como a los libros que se leen.
En un artículo para el National Post, Julia Malott sostiene que las drag queens caricaturizan la feminidad, que "drag queen" no es una identidad de género y, por lo tanto, ayuda poco a las infancias a comprender el concepto de expresión de género, y como el drag es "intrínsecamente performativo", no logra normalizar la inconformidad de género de todos modos. Está de acuerdo en que el drag no es necesariamente sexual.
Quienes defienden esta actividad comentann que los eventos pueden "capturar la imaginación y el juego de la fluidez de género de la infancia y brindar modelos a seguir glamorosos, positivos y descaradamente queer". Nina West sostiene que el arte drag fomenta en las infancias la "creatividad" y ayuda a "pensar fuera de las cajas que nosotros, las tontas personas adultas, hemos creado".
Un organizador y artista del evento señaló: "Al igual que un actor puede hacer una película con clasificación R y una película para niños con clasificación G, tenemos diferentes niveles de cómo entretener y cómo podemos representar nuestro personaje también". Algunas publicaciones de derecha política también han publicado información errónea sobre los eventos y el contenido de las lecturas, como cuando Conservative Fighters acusó falsamente a Xochi Mochi de leer un libro "sexualmente explícito".
John Casey, profesor adjunto del Wagner College de la ciudad de Nueva York, plantea en The Advocate :

"[Drag queens] are incredibly talented, and they are trying to live their lives, and in the process, brighten the lives of those around them. That’s the message parents should be communicating to their kids, at any age. It’s all about acceptance and being loved for who you are."

En un artículo de First Things de mayo de 2019 y un debate posterior con David A. French, Sohrab Ahmari argumentó que la actividad con drag queens presentaban un desafío para los defensores del "liberalismo conservador" que enfatizaban la autonomía personal y se oponían a "el uso del poder público para avanzar en el bien común, incluso en el ámbito de la moral pública". Steven Greenhut respondió en un editorial del Whittier Daily News que, aunque percibía que estas actividades eran "extrañas y estaban impulsadas por una agenda", prohibirlas sería una extralimitación del poder gubernamental y un intento de legislar la moralidad. En agosto de 2019, una petición de LifeSiteNews y Personhood Alliance, ambos grupos de activismo provida, pidió a la Asociación Estadounidense de Bibliotecas (ALA) que dejara de promover estas actividades; reunió cerca de 100.000 firmas. La ALA respondió afirmando su apoyo a los eventos de DSH, afirmando que "se opone firmemente a cualquier esfuerzo para limitar el acceso a la información, ideas y programas que los usuarios desean explorar" e "incluye un compromiso para combatir la marginación y la subrepresentación dentro de las comunidades atendidas por las bibliotecas a través de una mayor comprensión de los efectos de la exclusión histórica."
Según el sitio web de noticias progresista ThinkProgress, "ha sido una táctica común entre la extrema derecha perturbar los eventos DSH". En junio de 2019, el Southern Poverty Law Center (SPLC) informó que " el nacionalista blanco y ex candidato al Congreso de los Estados Unidos, Paul Nehlen, había anunciado el 19 de junio un plan que llamó 'PROYECTO DOX TRANNY STORYTIME'". Nehlen instó a sus seguidores a recopilar fotografías y placas de vehículos de participantes a eventos DSH para doxearles, la práctica basada en Internet de investigar y transmitir información privada o de identificación (especialmente información de identificación personal ) sobre una persona. El SPLC informó que acontecimientos como DSH eran "un gran atractivo para la extrema derecha". En abril de 2019, dos miembros del grupo nacionalista blanco American Identity Movement (anteriormente Identity Evropa) se disfrazaron de payasos e interrumpieron en un evento en Nueva Orleans.

### Drag para infancias
Nina West, concursante de la undécima temporada de RuPaul's Drag Race, ganadora de Miss Congeniality, y productora de Drag Is Magic, un EP de música infantil sobre esta forma de arte, dice que espera inspirar a "soñar en grande, ser amables y ser quienes mejor podamos ser." West siente que el drag es "una oportunidad para que las infancias sean creativas y piensen fuera de las cajas que nosotros, los tontos adultos, hemos creado para ellas". Marti Gould Cummings dijo algo similar cuando un vídeo donde aparecía con otras personas interpretando "Baby Shark " en un brunch drag se volvió viral. "Cualquiera que piense que el drag no es para infancias está equivocado", dijo Cummings, "el drag es expresión, y las infancias son seres libres de juicios; en realidad no les importa lo que llevas puesto, sólo lo que estás actuando". Hasta mayo de 2019, el vídeo ha sido visto más de 806.000 veces.
West ha respondido a los críticos que cuestionan si las infancias son muy pequeñas para experimentar el drag, diciendo que "el drag es una oportunidad para que cualquiera, incluidas y especialmente las infancias, reconsidere las máscaras que todas las personas nos vemos obligadas a usar a diario". West añadió: "Las infancias se ven inundadas con imágenes implícitas de los medios sobre qué es 'niño' y qué es 'niña'". Y creo que casi todos están menos preocupados por jugar con un juguete que supuestamente está alineado con su género, y más preocupados por jugar con juguetes que les hablen".
El New York Times señaló que " Laura Edwards-Leeper, psicóloga clínica de Oregón que trabaja con niñeces queer y trans, dijo que experimentar con la expresión de género no está necesariamente relacionado con ser queer o trans". y "es normal, básicamente, a cualquier edad, que los niños se disfracen de princesas y las niñas con trajes de superhéroe masculino". Sostiene que lo que cambió es la crianza: "Cuando no hay juicio, es más probable que las infancias se sientan libres de explorar".

## Prohibiciones
Se han propuesto y promulgado prohibiciones del DSH en varias jurisdicciones. Las leyes actuales de países como Hungría y Rusia hacen que los eventos DSH sean ilegales.
En Estados Unidos, el DSH está prohibido en el estado de Tennessee (pero fue bloqueado por un juez federal) y se están considerando prohibiciones en varios otros estados.